# Кабрини-Грин
Дома Кабрини-Грин (англ. Cabrini–Green Homes) — комплекс общественного жилья, существовавший в северо-восточной части Чикаго с 1942 по 2011 годы. Законченный в 1962 году комплекс состоял из почти 3600 квартир и на пике своей истории был домом для 15 тысяч жителей, но засилье преступности и халатность городских властей привели к значительному ухудшению жилищных и социальных условий. В результате Кабрини-Грин получил известность как один из наиболее неблагополучных районов США.
Начиная с 1995 года власти постепенно осуществляли снос комплекса, и к 2011 году Кабрини-Грин фактически полностью прекратил своё существование. Исключением стали несколько домов постройки 1940-х годов.

## История
Строительство домов Кабрини-Грин, названных в честь Франциски Кабрини и Уильяма Грина, началось в 1942 году и ставило своей целью обеспечение доступным жильём солдат, вернувшихся с войны. Изначально большая часть жителей района была итальянского происхождения, но в 1950-х годах близлежащие фабрики закрылись и рабочие стали уезжать. К 1962 году демография кардинально изменилась: Кабрини-Грин стал практически полностью заселён афроамериканскими семьями, после чего район резко криминализировался. Преступные группировки поделили район на зоны влияния, процветала наркоторговля и значительно выросло количество преступлений с применением огнестрельного оружия. Жилищные условия с годами сильно ухудшились: жители страдали от тараканов, клопов и крыс; мусоропроводы в многоэтажных домах были забиты вплоть до 15-го этажа; лифты и водопровод частично или полностью не работали. Снаружи дома были раскрашены граффити, на фасадах часто присутствовали следы пожаров, а оконные стёкла были выбиты и забиты фанерой. Поскольку балконы домов были зарешёчены таким образом, чтобы жители не могли выбрасывать мусор на улицу, внешне район напоминал гигантский тюремный комплекс или клетку.
Жители района, недовольные положением вещей, неоднократно обращались в мэрию и городской совет с требованием исправить ситуацию. В 1981 году мэр Чикаго Джейн Бирн, пытаясь продемонстрировать намерение властей улучшить жилищные условия и тем самым поднять престиж района, въехала с мужем в одну из квартир, расположенных в Кабрини-Грин. Несмотря на наличие большого штата охранников, Бирн «продержалась» в комплексе всего три недели. В результате мэр достигла обратного эффекта: репутация района среди жителей Чикаго упала ещё ниже, а её поступок был расценён как «игра на публику».
Начиная с 1995 года Кабрини-Грин перешёл из-под юрисдикции Чикагского жилищного управления (англ. Chicago Housing Authority) под управление федерального органа — Департамента жилищного и городского развития (англ. Department of Housing and Urban Development, сокращённо HUD). HUD приступил к немедленному сносу домов, который сопровождался большим количеством судебных процессов. Жильцы района обвиняли власти в несоблюдении договорённостей и в отсутствии жилья в других районах, которое обещали дать взамен разрушенного. Несмотря на юридические проблемы, снос продвигался и фактически был закончен к 2011 году. На месте бетонных многосемейных высоток стали возводиться односемейные и малоэтажные дома, а район стал объектом джентрификации.
- Снос одного из домов Кабрини-Грин (2006 год)
- Снос последнего дома в Кабрини-Грин (2011 год)
- Малоэтажные новостройки на фоне старого дома (2005 год)

## В культуре
В Кабрини-Грин проводились съёмки сериала «Босс» с тем отличием, что на экране микрорайон назывался «Леннокс Гарденс». Кроме того, героиня комикса Фрэнка Миллера, Марта Вашингтон, является уроженкой Кабрини-Грин в альтернативной Вселенной, где район отгорожен от остального Чикаго, и Марта, в итоге став президентом США, приказывает уничтожить ограждение. В Кабрини-Грин также живет семья Эвансов в сериале «Хорошие времена» (англ. Good Times). В фильме «Кэндимен», вольной экранизации рассказа Клайва Баркера «Запретное», действие перенесено из Ливерпуля в Кабрини-Грин.